# 八田亭二
八田 亭二（はった こうじ、1915年3月17日 - 1994年）は、日本の教育者。父は元旧制新潟高等学校初代校長の八田三喜。兄は演出家の八田元夫。

## 略歴
東京出身。東京帝国大学大学院理学部動物学科卒業。
- 1941年新潟高等学校教授就任。
- 1967年東京大学より医学博士の学位を受ける。
- 1978年LPC常務理事就任。
- 1982年聖隷学園浜松衛生短期大学教授就任。
- 1989年短期大学入試委員長に就任。

## 著書
- 『葡萄の枝』